# Закон Густавсона — Барсіса
Закон Густавсона — Барсіса (англ. Gustafson – Barsis's law) — оцінка максимально досяжного прискорення виконання паралельної програми, в залежності від кількості одночасно виконуваних потоків обчислень («процесорів») і частки послідовних обчислень. Аналог закону Амдала.
Закон Густавсона — Барсіса виражається формулою:
{\displaystyle S_{p}=g+(1-g)p=p+(1-p)g}, де
g — частка послідовних обчислень в програмі,
p — кількість процесорів.
Дану оцінку прискорення називають прискоренням масштабування (англ. scaled speedup), через те, що дана характеристика показує, наскільки ефективно можуть бути організовані паралельні обчислення при збільшенні складності обчислювальних задач.

## Виведення формули
Прискорення виконання програми по визначенню рівне відношенню часу обчислень програми на одному процесорі до часу обчислення на {\displaystyle p} процесорах: {\displaystyle S_{p}={\frac {T_{1}}{T_{p}}}}.
Якщо ввести визначення для долі послідовних розрахунків:
{\displaystyle g={\frac {\tau (n)}{\tau (n)+\pi (n)/p}}} (тут {\displaystyle \tau (n)} — час виконання послідовної частини програми, а {\displaystyle \pi (n)} — час виконання частини програми, яка може бути розпаралелена),
то набуде такого вигляду:
{\displaystyle S_{p}={\frac {T_{1}}{T_{p}}}={\frac {\tau (n)+\pi (n)}{\tau (n)+\pi (n)/p}}={\frac {\tau (n)+\pi (n)/p\cdot p}{\tau (n)+\pi (n)/p}}={\frac {(\tau (n)+\pi (n)/p)(g+(1-g)p)}{\tau (n)+\pi (n)/p}},}
звідси слідує кінцева форма.